# Maico 2010
Android Announcer Maico 2010 (アンドロイド・アナ MAICO 2010, Android Ana Maico 2010) è un anime del 1998, che fa parte dell'"Anime Complex", tre serie di breve durata (insieme a Neoranga - L'arcana divinità del mare del sud e Oh, mia dea!), trasmesse insieme come se si trattasse di una sola.

## Trama
Per aumentare gli indici d'ascolto di un canale radio, si decide di assumere Maico, una speaker androide, per condurre un nuovo programma denominato appunto "Maico 2010". Ma Maico oltre ad essere una bravissima speaker, ha anche l'aspetto di una stupenda ragazza, il che provoca non pochi problemi con i suoi colleghi. Ma la bella Maico, dotata anche di un circuito che le fa provare emozioni come un essere umano, sembra avere occhi solo per Matsuo Densuke.

## Personaggi
Maico
"Maico" sta per "Multi-Artificial Intelligence Computer" dato che lei è un androide intelligente al 100%, e non un mero robot come spesso la chiama il direttore. Maico è provvista di un circuito emozionale ed ha l'aspetto di una ragazza normalissima. Questo spesso crea un po' di problemi con i maschi con cui Maico lavora... Androide speciale che impara dalle proprie esperienze ed agisce spesso con più umanità degli stessi umani. Doppiata da Sakura Tange.
Masudamasu Ryoko
Ryoko è colei che ha inserito Maico nello show radio per alzare gli indici di ascolto. Pare che sia stata proprio lei a creare il programma "Maico" per far apparire un androide il più umano possibile. Doppiata da Megumi Ogata.
Matsuo Densuke
Matsuo Densuke, assistente di produzione, sembra essere il più grande fan di Maico. Infatti fin dal primo episodio è stato colui che più degli altri l'ha aiutata a sentirsi a suo agio. Braccio destro del direttore, è spesso maltrattato dal suo capo quando le cose non vanno troppo bene. Maico è molto affezionata a lui e quando lo vede un po' giù se ne preoccupa molto. Doppiato da Okiayu Ryuutarou.
Izumi
Izumi, altra assistente di produzione, non sembra avere un grande ruolo alla radio. Passa la maggior parte del suo tempo a leggere riviste di moda. Doppiata da Takamori Nao.
Katten
Katten è l'assistente tecnico di Ryoko, si assicura che Maico "funzioni correttamente" e tutto vada sempre bene. Doppiato da Kosugi Mitsuru.
Suga-chan
Suga-chan è colui che scrive i testi e dà gli argomenti di cui Maico deve parlare. Suga-chan sembra dormire la maggior parte del tempo ed è un grande fumatore. Doppiato da Narita Ken.
Matsuan
Matsuan, stressatissimo direttore dello show, non fa altro che usare lozioni per capelli, cercando di prevenire la caduta dei suoi "preziosissimi" capelli. Doppiato da Furusawa Touru.
Ume-san
Tecnico del suono, Ume-san parla e risponde solamente usando effetti sonori. Ragazzo altissimo e parecchio muscoloso, Ume-san è addetto all'inserimento degli effetti sonori durante lo show. Doppiato da Tachibana Tadashi.

## Episodi
| Nº | Titolo italiano Giapponese 「Kanji」 - Rōmaji                    | In onda           | In onda |
| Nº | Titolo italiano Giapponese 「Kanji」 - Rōmaji                    | Giapponese        |         |
| 1  | Cue 「キュー」 - kyu                                             | 6 aprile 1998     |         |
| 2  | Watch Out, Adachi-san 「安達さん危ない」 - adachi san abuna i    | 13 aprile 1998    |         |
| 3  | Pnyo~n 「プニョ～ン」 - punyo ~ n                                | 20 aprile 1998    |         |
| 4  | Useless 「使えない」 - tsukae nai                                | 27 aprile 1998    |         |
| 5  | The Lowest 「サイテー」 - saite                                  | 11 maggio 1998    |         |
| 6  | You Know 「てゆーか」 - teyu ka                                  | 18 maggio 1998    |         |
| 7  | Miso Cucumber 「味噌胡瓜」 - miso kyūri                          | 25 maggio 1998    |         |
| 8  | I Want to See You Right Now 「今すぐ逢いたい」 - ima sugu ai tai | 1º giugno 1998    |         |
| 9  | Robo-fetish! 「天方院・S・あきら」 - tenpō in. s. akira          | 8 giugno 1998     |         |
| 10 | ! 「!」 - !                                                      | 15 giugno 1998    |         |
| 11 | You're Evil 「あんた鬼っス」 - anta oni tsu su                   | 22 giugno 1998    |         |
| 12 | Morse! 「モールス!」 - morusu!                                   | 29 giugno 1998    |         |
| 13 | Flower? or Kokeshi? 「花か?コケシか?」 - hana ka? kokeshi ka?    | 6 luglio 1998     |         |
| 14 | Je t'aime 「ジュ・テーム」 - ju. temu                            | 13 luglio 1998    |         |
| 15 | G-Shaped 「Gの形」 - g no katachi                                | 20 luglio 1998    |         |
| 16 | Fly 「ハエ」 - hae                                               | 27 luglio 1998    |         |
| 17 | I Don't Understand 「わかりません」 - wakarimasen                | 3 agosto 1998     |         |
| 18 | Storm 「あらし」 - arashi                                        | 10 agosto 1998    |         |
| 19 | Love and Kiss 「恋してキッス」 - koishi te kissu                 | 24 agosto 1998    |         |
| 20 | Obedient, Right? 「素直なんだよ」 - sunao nandayo                | 31 agosto 1998    |         |
| 21 | The Blood Sucking Corps 「吸血部隊」 - kyūketsu butai            | 7 settembre 1998  |         |
| 22 | Super MAICO 「スーパーマイコ」 - supamaiko                       | 14 settembre 1998 |         |
| 23 | Back Me Up! 「加勢するぜっ!」 - kasei suruzetsu!                 | 21 settembre 1998 |         |
| 24 | Can You Hear Me? 「聞こえますか?」 - kiko emasuka?               | 28 settembre 1998 |         |

## Colonna sonora
- Sigla di apertura

Maico wa Odoru cantata da Tange Sakura
- Sigla di chiusura

Dafault wa egao cantata da Tange Sakura